# Ganis Chasma
Il Ganis Chasma è una struttura geologica della superficie di Venere.